# 羅范椒芬
羅范椒芬 ，大紫荊勳賢，GBS，JP（1953年2月24日—），前行政會議成員，曾任香港教育統籌局局長及常任秘書長、廉政專員及香港科技園董事局主席，籍貫浙江寧波，為天一閣建立者范欽後裔。2007年捲入教育學院-中文大學合併風波，被指控干預學術自由，法定調查委員會裁定她「行為不當」後她辭職，但旋即在2008年1月當選為第十一屆港區全國人大代表，第十二屆連任。2009年，獲選為香港大學理學院傑出畢業生。
曾任新民黨顧問，以及梁振英競選辦公室主任及候任行政長官辦公室主任，而她於2012年元旦邀請民協前區域市政局議員嚴天生辦公室員工跳槽至梁氏競選辦任特別顧問來專責民生事務。2012年7月1日，曾稱「不會加入政府」的羅范椒芬加入当时梁振英的行政會議，而她現職中電控股及中國聯通董事。

## 職位及簡歷
- 1975年：畢業於香港大學理學院
- 1975年9月：加入香港政府任職行政主任
- 1977年10月：加入政務主任職系
- 1989年：獲派前往哈佛大學修讀公共行政碩士課程，向談判專家Roger Fisher學習。[14]
- 1991年2月至1994年4月：副公務員事務司
- 1994年4月至11月：副規劃環境地政司
- 1994年11月至1996年6月：房屋署高級助理署長及副署長
- 1997年1月：晉升首長級甲級政務官[15]
- 1997年1月至7月：借調至候任行政長官辦公室作辦公室主任
- 1997年8月至1998年11月：運輸署署長
- 1998年11月至2000年6月：教育署署長
- 2000年7月至2002年6月：教育統籌局局長
- 2002年7月至2006年10月：教育統籌局常任秘書長；
- 2005年：從事教育統籌工作時在香港中文大學修讀教育碩士課程，師從黃顯華、盧乃桂，[16]並與黃顯華合作研究教育政策。[17]同期同學包括時任教統局副秘書長謝凌潔貞。
- 2006年10月31日至2007年6月30日：擔任廉政專員，成為了第二位執掌廉政公署的女性。
- 2007年6月18日，向香港行政長官曾蔭權呈辭廉政專員一職，但曾蔭權成功挽留。
- 2007年6月20日，再向行政長官呈辭廉政專員一職，並獲得接納，正式從公務員行列中退休。
- 2008年1月至今：港區全國人大代表
- 2011年12月至2012年3月25日：梁振英競選辦公室主任
- 2012年4月20日至2012年6月30日：候任行政長官梁振英辦公室主任
- 2012年7月1日至2022年6月30日：香港特别行政区行政会议非官守成员

## 爭議

### 香港教育學院風波
2006年1月，接連有兩名現職教師跳樓自殺身亡，輿論普遍認為教改推行過急，使教師承受很大壓力。然而，羅范椒芬卻對傳媒說：「根本上教改有很多學校推行，如果是（與教改有關），為何只有這兩名教師（自殺）呢？」事後，很多教育界人士如教協會長兼立法會功能界別教育界議員張文光、教協組織部主任韓連山、教育評議會副主席曹啟樂都先後批評羅范椒芬的言論，指她心腸涼薄、言論不負責任。
2007年2月5日，香港教育學院（今香港教育大學）副校長陸鴻基教授在他的公開信中表示教統局長李國章曾經對他本人和莫禮時校長作出直接或間接的威嚇。在2004年1月，李國章曾致電莫校長，要求教育學院主動提出與中大合併，不然，「會放手讓教統局常任秘書長羅太（羅范椒芬）隨意削減教院的學生名額」。
2007年2月15日，時任特首曾蔭權突然宣布成立一個由法官胡國興主持的調查委員會，調查教院副校長陸鴻基提出，有政府官員干預教院學術自由和自主的指控是否屬實，期望委員會在4個月內提交報告。曾蔭權形容陸鴻基的指控十分嚴重，有需要查根究柢。有香港立法會議員表示，一旦調查證實教統局長李國章、前常任秘書長羅范椒芬干預教院的指控屬實，便應下台，向公眾問責。
2007年2月7日，有線電視新聞台15:00新聞報導，羅范椒芬被記者問及有否說過教育界壓力不及商界時，表示記不起。她表示希望對方（陸鴻基）現時小心說話。至晚上，羅太下班，向在場記者表示部份傳媒誤解了她的意思，希望再次澄清。她只是說，任何說話的人要為自己的說話負責，別無其他意思。

#### 教院調查結果
2007年6月20日，由行政長官委任的與香港教育學院有關的指控調查委員會發表報告，裁定羅范椒芬向香港教育學院院長莫禮時要求，約束葉建源和鄭燕祥批評教改的言論，意圖阻止意見積極、自由傳播，侵犯《香港人權法案》保障的學術自由，縱使立意良好也是行為不當。在報告公布後，羅范椒芬發表聲明，表示對報告遺憾和失望，以維護公務員尊嚴為理由，申請提早退休，辭去廉政專員一職。。
她辭職後，可即時得到880萬港元的退休金，及每月52000元的長俸。
接任的教育局長孫明揚不滿有關裁決，並於07年9月提出司法覆核，2009年3月11日，高等法院主審法官夏正民裁定政府得直，羅范椒芬得悉後以「高興正義得到伸張，而我從不認為曾干預學術自由」總結有關上訴。但是次風波另一人物教育學院前講師葉建源則撰文指大部份報章及教育局人士錯誤解讀有關判詞，指法官夏正民認同原調查報告內有關羅范椒芬以「間接方法」干預的論點，原文指出「羅太的投訴，即使出於善意，也是不恰當的，構成了對葉先生及鄭（燕祥）教授的學術自由的不恰當的干預。」，今次的得直只是提及額外的法律觀點，明確指出政府官員亦有言論自由可與學者直接溝通的「直接方法」。莫禮時及陸鴻基亦雙雙指判詞並沒有推翻早前報告書的有關指控，而只是「澄清了一點誤讀」，並針對特定案件的具體事實作出有關裁決，而非一般性的禁例。

### 其他爭議言論
在2001年，當年擔任教統局長的羅范椒芬曾去信議會，透過一篇關於一學生入名校後失去自信的專欄，建議議會學校改進其教學法。事件惹來各成員學校不滿，並回信抗議。
2014年11月，羅范椒芬宣稱其朋友指多了港人想移民是害怕香港的年輕人，而非害怕共產黨。學民思潮召集人黃之鋒回應道「請羅范轉告那位朋友，他可以移民到一個沒共產黨的地方，但不能移民到一個沒年輕人的地方」，網民形容這有上萬人讚好的「神級回應」瞬間「秒殺」羅范。通識老師葉一知則指「有朋友跟我說最近多了人打消移民念頭，他們不是不怕共產黨，而是為了站出來的年輕人留下來」。
2017年8月，《南華早報》頭版揭發羅范椒芬先後到訪卡羅琳醫學院位於香港科學園的中心及瑞典斯德哥爾摩總部，要求了解研究進度和會見學院管理層，結果惹來干預學術自主的批評。該院校的校長Ole Petter Ottersen在9月5日的網誌指出在香港設立院校，先決條件是研究人員需享學術自由，不受政治干預，任何限制研究人員學術自由的行為都不能容忍。如無法符合此先決條件，只好重新檢視在港設校的決定。事件觸發特首林鄭月娥關注，她去信卡羅琳醫學院，重申香港政府尊重學術自由。Ottersen後來拒絕回應發表上述網誌是否針對羅范拜訪院校的舉措，但滿意特首的承諾，指香港的中心無發生學術自由受干預的情況。香港科學園就回覆稱報道具誤導性，對此表示遺憾，指出羅范椒芬造訪院校僅屬常規探訪。
2018年，行政會議成員羅范椒芬被問到對2018年《財政預算案》的看法時，表示反對全民派錢，但她同意財政司長陳茂波從關愛基金中考慮為「三無人士」補漏拾遺的措施。她指，今次預算案所包含範圍夠闊，但由於預算案公布前要保密，未能讓大眾討論，如外界提出意見，財政司長可作修正。而當被問到剛剛出來工作的年輕人收入少只交很少稅款，未必能從退稅安排中受惠，她說：「捱下啦，後生仔」。

### 被指在反修例運動期間散播謠言
2019年9月9日反對逃犯條例修訂草案運動風波期間，羅范椒芬在接受香港電台英文台節目《Backchat》時宣稱有年輕少女為一些「勇武派」（指激進示威者）提供「免費性愛」（free sex），又宣稱已確認真有其事：「我聽到有人談及有關免費性愛之事，我相信我們已確認是真有此事，我們對於這些少女被誤導而提供免費性愛感到悲哀。」（I heard somebody talking about free sex. I think we have confirmed that this is a true case. I am so sad to these young girls, who has been misled into offering free sex.）同一節目的出席者、社民連主席吳文遠認為相關說法荒謬且不負責任，又指作為行政會議成員的羅范椒芬的言論與五毛黨的言論差不多。
香港媒體《香港01》翻查網上流傳的訊息和圖片，指出網路上確實流傳「少女戴上口罩裸身露體」的訊息與照片，然而專門打擊假訊息和假新聞的臉書專頁求驗傳媒查證出相關相片實際上是來自成人影片網站，最初上傳日期是2019年5月（即反修例運動發生前），且照片中的女子是越南人。求驗傳媒指如果她不能提供證據就應該道歉。
同日晚上，就羅范椒芬的相關言論，民間記者會發言人批評她是在完全沒有事實根據的情況下作出無理指控，指她用「假新聞」誤導大眾，發言人又言不奢望她道歉，要求她好好地檢討自己的言論，「不要再走出來獻醜」，又指有高官、當權者用不實消息抹黑前線示威者的行為不能接受。

## 家庭
羅范椒芬與丈夫羅延康育有兩子，兩子曾到英基上學。其胞兄為前行政會議成員范鴻齡。